# 大場みち子
大場 みち子（おおば みちこ、1957年- ）は、日本の情報学研究者。茨城県土浦市出身。公立はこだて未来大学教授。専門はソフトウェア工学。博士（工学）。

## 経歴
1982年に日本女子大学家政学部を卒業し、日立製作所システム開発研究所に入社。大学では物理学専攻でコンピュータの知識はほぼなかったが、海外留学帰りの上司に厳しい論文指導を受けて研究成果を出せるようになる。そのまま博士号取得を目指していたが、1990年にソフトウェア開発部に異動となり夢から遠ざかってしまう。その後社会人入学を果たし、2001年に大阪大学大学院工学研究科修了。「知識を利用した企業情報システムの建築と統合に関する研究」で博士（工学）。2010年より公立はこだて未来大学教授。情報処理学会フェロー、電気学会上級会員。2020年より日本学術会議会員。